# Federación Nacional de Deportes para Personas con Discapacidad de Sri Lanka
La Federación Nacional de Deportes para Personas con Discapacidad de Sri Lanka es el comité paralímpico nacional que representa a Sri Lanka. Esta organización es la responsable de las actividades deportivas paralímpicas en el país. Es miembro del Comité Paralímpico Internacional y del Comité Paralímpico Asiático.